# Vera Vitali
Anna Vera Vitali es una actriz sueca, más conocida por haber interpretado a Sara Svenhagen en la franquicia Arne Dahl.

## Biografía
Es hija del actor inglés Leon Vitali y la diseñadora de vestuarios Kersti Vitali Rudolfsson, tiene dos hermanos el director de videos musicales Max Vitali y Masha Vitali. Cuando Vera tenía 5 años sus padres se divorciaron. Más tarde su madre se casó con el actor sueco Lars Rudolfsson.
Vera habla con fluidez Sueco e Inglés.

## Carrera
En el 2012 se unió al elenco de la franquicia de Arne Dahl donde interpretó por primera vez a la investigadora de casos de abuso infantil y tráfico de personas Sara Svenhagen en la miniserie Arne Dahl: Upp till toppen av berget. Ese mismo año volvió a interpretar a Sara, ahora un miembro de la Unidad Especial conocida como "Grupo A" y esposa del detective Jorge Chavez (Matias Varela / Alexander Salzberger) en las miniseries Arne Dahl: De största vatten y en Arne Dahl: Europa Blues.
En 2013 dio vida a Ylva Hallman, una mujer cuyo galardonado padre Andreas Hallman (Claes Ljungmark) y medio hermano Jon Hallman (Joel Spira) son asesinados por Cecilia/Irma, una mujer que busca vengarse de su familia en la película Farliga drömmar.
Ese mismo año cantó en la película Waltz for Monica.
En el 2014 se unió al elenco principal de la película Min så kallade pappa donde dio vida a la maestra Malin, la hija de Martin (Michael Nyqvist) a quien debe de ayudar luego de que comienza a perder la memoria.
En el 2015 regresó nuevamente como la detective Sara ahora en Arne Dahl: En midsommarnattsdröm, Arne Dahl: Dödsmässa, Arne Dahl: Mörkertal, Arne Dahl: Efterskalv y finalmente en Arne Dahl: Himmelsöga.

## Filmografía[4]

### Series de televisión
| Año             | Título                               | Personaje           | Notas                                      |
| --------------- | ------------------------------------ | ------------------- | ------------------------------------------ |
| 2018            | Conspiracy of Silence                | -                   | episodio "Lazarus"                         |
| 2017 - presente | Bonusfamiljen                        | Lisa                | -                                          |
| 2015            | Arne Dahl: Himmelsöga                | Det. Sara Svenhagen | 2 episodios - miniserie                    |
| 2015            | Arne Dahl: Efterskalv                | Det. Sara Svenhagen | 2 episodios - miniserie                    |
| 2015            | Arne Dahl: Mörkertal                 | Det. Sara Svenhagen | 2 episodios - miniserie                    |
| 2015            | Arne Dahl: Dödsmässa                 | Det. Sara Svenhagen | 2 episodios - miniserie                    |
| 2015            | Arne Dahl: En midsommarnattsdröm     | Det. Sara Svenhagen | 2 episodios - miniserie                    |
| 2014            | Ettor & nollor                       | Lisa                | 2 episodios - miniserie                    |
| 2013            | Dag                                  | Sara                | episodio "Gjennom galskapens frodige øyne" |
| 2012            | Arne Dahl: Europa Blues              | Det. Sara Svenhagen | 2 episodios - miniserie                    |
| 2012            | Arne Dahl: De största vatten         | Det. Sara Svenhagen | 2 episodios - miniserie                    |
| 2012            | Arne Dahl: Upp till toppen av berget | Det. Sara Svenhagen | 2 episodios - miniserie                    |
| 2009            | Livet i Fagervik                     | Lollo               | 4 episodios                                |

### Películas
| Año  | Título               | Personaje    | Notas |
| ---- | -------------------- | ------------ | --- |
| 2014 | Min så kallade pappa | Malin        | junto a Michael Nyqvist, Sverrir Gudnason, Jimmy Lindström, Tova Magnusson y Johannes Brost                      |
| 2014 | Blind                | Elin         | junto a Ellen Dorrit Petersen, Henrik Rafaelsen, Marius Kolbenstvedt y Stella Kvam Young                         |
| 2013 | Farliga drömmar      | Ylva Hallman | junto a Tuva Novotny, Linus Wahlgren, Ola Rapace, Björn Andersson, Claes Ljungmark, Joel Spira y Simon J. Berger |

## Premios y nominaciones
| Año  | Categoría            | Premio            | Película             | Resultado |
| ---- | -------------------- | ----------------- | -------------------- | --------- |
| 2015 | Best Actress         | Guldbagge Award   | Min så kallade pappa | Nominada  |
| 2015 | Best Supporting Role | Kanonprisen Award | Blind                | Nominada  |